# Oscar Bouduquet
Oscar Bouduquet est un peintre français du XXe siècle.

## Biographie
Il expose au Salon des indépendants de 1927 à 1929. 
On doit à Georges-Henri Ballot un Portrait du peintre Bouduquet qui a été montré au Salon des artistes français en 1929.
Bien que le Bénézit et l'ouvrage d'Édouard-Joseph le répertorie, ce patronyme ne semble pas exister.